# Alfredo Ávila
Pour les articles homonymes, voir Ávila (homonymie).
Alfredo Ávila, né le 17 juin 1991 à Mexico, est un joueur professionnel de squash représentant le Mexique. Il atteint en janvier 2016 la 35e place mondiale sur le circuit international, son meilleur classement.

## Biographie
Sa plus belle performance est la victoire à l'Open de Colombie de squash 2015 en sortant des qualifications et avec des victoires significatives face à Karim El Hammamy, Fares Dessouky, Borja Golán, Peter Barker et Saurav Ghosal en finale. Quelques mois après, il participe aux championnats du monde mais échoue au premier tour face au no 1 mondial Mohamed El Shorbagy.

## Palmarès

### Titres
- Open de Colombie : 2015